# Лі До Хьон
Ім Дон Хьон (кор. 임동현, 李到晛; нар. 11 квітня 1995, Сеул, Південна Корея), професійно відомий як Лі До Хьон (кор.: хангиль: 이도현), — південнокорейський актор. Він найбільш відомий своїми ролями у серіалах «Готель дель Луна» (2019), «18 знову» (2020), «Милий дім» (2020), «Травнева юність» (2021), «Слава» (2022—2023) та «Хороша погана мати» (2023).

## Ранні роки та освіта
Лі До Хьон народився у Сеулі, Південна Корея, 11 квітня 1995 року. Лі є старшим сином і має молодшого брата, Ім Дон Хьока, який має порушення інтелектуального розвитку. До Хьон закінчив факультет кіно і театру в Університеті Чунан.

## Кар'єра
Лі До Хьон дебютував у чорній комедії 2017 року Prison Playbook, де він зіграв молоду версію персонажа Чон Кьон Хо.
У 2018 році Лі отримала роль у романтичному телесеріалі «Still 17» на роль другого плану члена гребного клубу середньої школи. За свою гру він був номінований у категорії «Персонаж року» на SBS Drama Awards 2018 разом з Ан Хьо Сопом і Чо Хьон Сіком. Того ж року До Хьон також з'явився у фільмі «Відтепер прибирай із пристрастю», зігравши молодшого брата головної героїні та багатообіцяючого тхеквондиста.
У 2019 році Лі До Хьон приєднався до акторського складу темно-фентезійного телесеріалу «Готель дель Луна», який став однією з найпопулярніших корейських драм на кабельному телебаченні. Він також отримав епізодичну роль у серіалі The Great Show на каналі tvN. Лі зіграв головну роль у Scouting Report, п'ятій драмі десятого сезону KBS Drama Special, за яку він отримав нагороду «Найкращий актор у одноактній/спеціальній/короткометражній драмі» на 33-й церемонії вручення нагород KBS Drama Awards.
У 2020 році Лі зіграв свою першу головну роль у романтичній комедії «18 знову», знятій за мотивами американського фільму 2009 року «17 знову». Ця роль принесла йому нагороду за найкращого нового телевізійного актора на 57-й Премії мистецтв Пексан і нагороду за найкращого нового актора на 7-й церемонії вручення нагород APAN Star Awards. Пізніше того ж року він зіграв головну роль у телесеріалі від Netflix «Милий дім», адаптації однойменного вебтуна. До Хьон отримав хороші відгуки за зображення холоднокровного і цинічного персонажа.
У 2021 році Лі з'явився у телесеріалі «Монстр: По той бік зла», де він зіграв персонажа Сін Ха Кьона у молодості. Він також зіграв головну роль у драмі KBS2 «Травнева юність», дія якої розгортається в 1980 році під час повстання у Кванджу, що принесло йому звання «Короля мело наступного покоління» за його вражаючу гру в жанрі мелодрами. Пізніше в липні 2021 року було підтверджено, що До Хьон приєднається до драми tvN «Меланхолія» з Ім Су Чон, яка вийшла у етер у другій половині 2021 року. Наприкінці 2021 року Лі До Хьон став ведучим церемонії вручення нагород KBS Drama Awards 2021 разом із Сон Сі Кьоном і Кім Со Хьон.
У 2022 році Лі знявся у Reincarnation Romance, короткому веб-серіалі, що рекламує таблетки від заколисування. Це його третя спільна робота з акторкою Ґо Мін Сі. У грудні До Хьон повернувся на малий екран із драмою Netflix, написаною письменницею Кім Ин Сук, під назвою «Слава» з Сон Хє Кьо.

## Особисте життя

### Військова служба
2 лютого 2023 року повідомлялося, що Лі До Хьона буде зараховано в армію у першому півріччі. Пізніше у відомстві підтвердили, що рішення не ухвалювали, і якщо буде отримана дата строкової військової служби, то її повідомлять. 3 серпня 2023 року Yuehua Entertainment оголосили, що Лі До Хьон вступить до військового оркестру ВПС Республіки Корея 14 серпня.

### Стосунки
1 квітня 2023 року Yuehua Entertainment підтвердили, що Лі До Хьон зустрічається з акторкою Лім Чжі Йон, з якою він познайомився під час зйомок у вебсеріалі «Слава».

## Фільмографія

### Фільми
| Рік  | Назва        | Роль       | Нотатки                | Прим.  |
| ---- | ------------ | ---------- | ---------------------- | ------ |
| 2017 | Summer Night | Лім Со Чін | Короткометражний фільм | [ 30 ] |
| 2023 | Exhuma       | Бонґіль    |                        | [ 31 ] |

### Телесеріали
| Рік       | Назва                                 | Роль                          | Нотатки                | Прим.  |
| --------- | ------------------------------------- | ----------------------------- | ---------------------- | ------ |
| 2017–2018 | «Prison Playbook»                     | молодий Лі Джун Хо            | Камео (Еп. 1, 6, 9)    | [ 4 ]  |
| 2018      | «Still 17»                            | Дон Хе Бом                    |                        | [ 5 ]  |
| 2018–2019 | «Відтепер прибирай із пристрастю»     | Ґіль О Доль                   |                        | [ 7 ]  |
| 2019      | «Готель дель Луна»                    | Ко Чьон Мьон                  |                        | [ 8 ]  |
| 2019      | The Great Show                        | молодий Ві Де Хан             | Камео (Еп. 1–3)        | [ 9 ]  |
| 2019      | KBS Drama Special — «Scouting Report» | Квак Дже Вон                  | 10 сезон (еп. 5)       | [ 11 ] |
| 2020      | «18 знову»                            | молодий Хон Де Йон / Ко У Йон |                        | [ 12 ] |
| 2021      | Монстр: По той бік зла                | молодий Лі Дон Сік            | Камео (Еп. 1–2, 5, 11) | [ 17 ] |
| 2021      | «Травнева юність»                     | Хван Хї Тхе                   |                        | [ 19 ] |
| 2021      | «Меланхолія»                          | Пек Син Ю / Пек Мін Чже       |                        | [ 21 ] |
| 2023      | «Хороша погана мати»                  | Чхве Кан Хо                   |                        | [ 32 ] |

### Веб-серіали
| Рік       | Назва        | Роль       | Нотатки                                            | Прим.         |
| --------- | ------------ | ---------- | -------------------------------------------------- | ------------- |
| 2020-2023 | «Милий дім»  | Лі Ин Хьок | 1 сезон (Головна роль) 2 сезон (Камео, 1 та 8 еп.) | [ 15 ]        |
| 2022–2023 | «Слава»      | Чо Йо Чон  |                                                    | [ 33 ]        |
| 2023      | Death's Game | Чан Ґьон У | Камео                                              | [ 34 ] [ 35 ] |

### Ведучий
| Рік  | Назва                 | Нотатки                        | Прим.  |
| ---- | --------------------- | ------------------------------ | ------ |
| 2021 | 2021 KBS Drama Awards | з Сон Сі Кьоном та Кім Со Хьон | [ 22 ] |

## Нагороди і номінації
| Нагорода                                | Рік  | Категорія                                   | Номінант / робота                                | Результат  | Прим.                |
| --------------------------------------- | ---- | ------------------------------------------- | ------------------------------------------------ | ---------- | -------------------- |
| APAN Star Awards                        | 2021 | Best New Actor                              | «18 знову»                                       | Перемога   | [ 36 ] [ 14 ]        |
| Asian Academy Creative Awards           | 2021 | Best Actor in Supporting Role               | «Милий дім»                                      | Перемога   | [ 37 ] [ 38 ] [ 39 ] |
| Asia Artist Awards                      | 2020 | Popularity Award (Actor)                    | Лі До Хьон                                       | Номінація  | [ 40 ]               |
| Asia Artist Awards                      | 2021 | Rookie of the Year Award                    | «Травнева юність»                                | Перемога   | [ 41 ] [ 42 ]        |
| Baeksang Arts Awards                    | 2021 | Best New Actor — Television                 | «18 знову»                                       | Перемога   | [ 43 ] [ 44 ] [ 13 ] |
| Blue Dragon Series Awards               | 2022 | Best New Actor                              | «Травнева юність»                                | Номінація  | [ 45 ]               |
| Brand Customer Loyalty Awards           | 2023 | Best Actor — OTT                            | «Слава»                                          | Номінація  | [ 46 ]               |
| Brand of the Year Awards                | 2021 | Rising Star Actor                           | Лі До Хьон                                       | Перемога   | [ 47 ]               |
| Brand of the Year Awards                | 2023 | Male Actor of the Year (OTT)                | Лі До Хьон                                       | Перемога   | [ 48 ]               |
| Global Film & Television Huading Awards | 2023 | Best Global Teleplay Leading Actor          | «Слава»                                          | Номінація  | [ 49 ]               |
| KBS Drama Awards                        | 2019 | Best Actor in a One-Act/Special/Short Drama | Drama Special — Scouting Report                  | Перемога   | [ 11 ]               |
| KBS Drama Awards                        | 2021 | Top Excellence Award, actor                 | «Травнева юність»                                | Перемога   | [ 50 ]               |
| KBS Drama Awards                        | 2021 | Excellence Award, Actor in a Miniseries     | «Травнева юність»                                | Номінація  | [ 51 ]               |
| KBS Drama Awards                        | 2021 | Best Couple Award                           | Лі До Хьон разом з Ко Мін Сі — «Травнева юність» | Перемога   | [ 52 ]               |
| Kinolights Awards                       | 2021 | Actor of the Year (Domestic)                | «Милий дім» «Травнева юність»                    | 5-те місце | [ 53 ]               |
| Korea First Brand Awards                | 2021 | Best New Actor                              | «18 знову»                                       | Перемога   | [ 54 ]               |
| SBS Drama Awards                        | 2018 | Character of the Year                       | «Still 17»                                       | Номінація  | [ 6 ]                |
| Seoul International Drama Awards        | 2021 | Outstanding Korean Actor                    | «Милий дім»                                      | Номінація  | [ 55 ] [ 56 ]        |

### Нагороди
| Країна         | Організація                   | Рік  | Нагорода                                                      | Прим.  |
| -------------- | ----------------------------- | ---- | ------------------------------------------------------------- | ------ |
| Південна Корея | Newsis K-EXPO Cultural Awards | 2023 | National Assembly Culture, Sports and Tourism Committee Award | [ 57 ] |

### Списки
| Видавець | Рік  | Список                            | Місце    | Прим.  |
| -------- | ---- | --------------------------------- | -------- | ------ |
| Forbes   | 2022 | Korea Power Celebrity Rising Star | У списку | [ 58 ] |